# Chiostro di San Lorenzo Maggiore

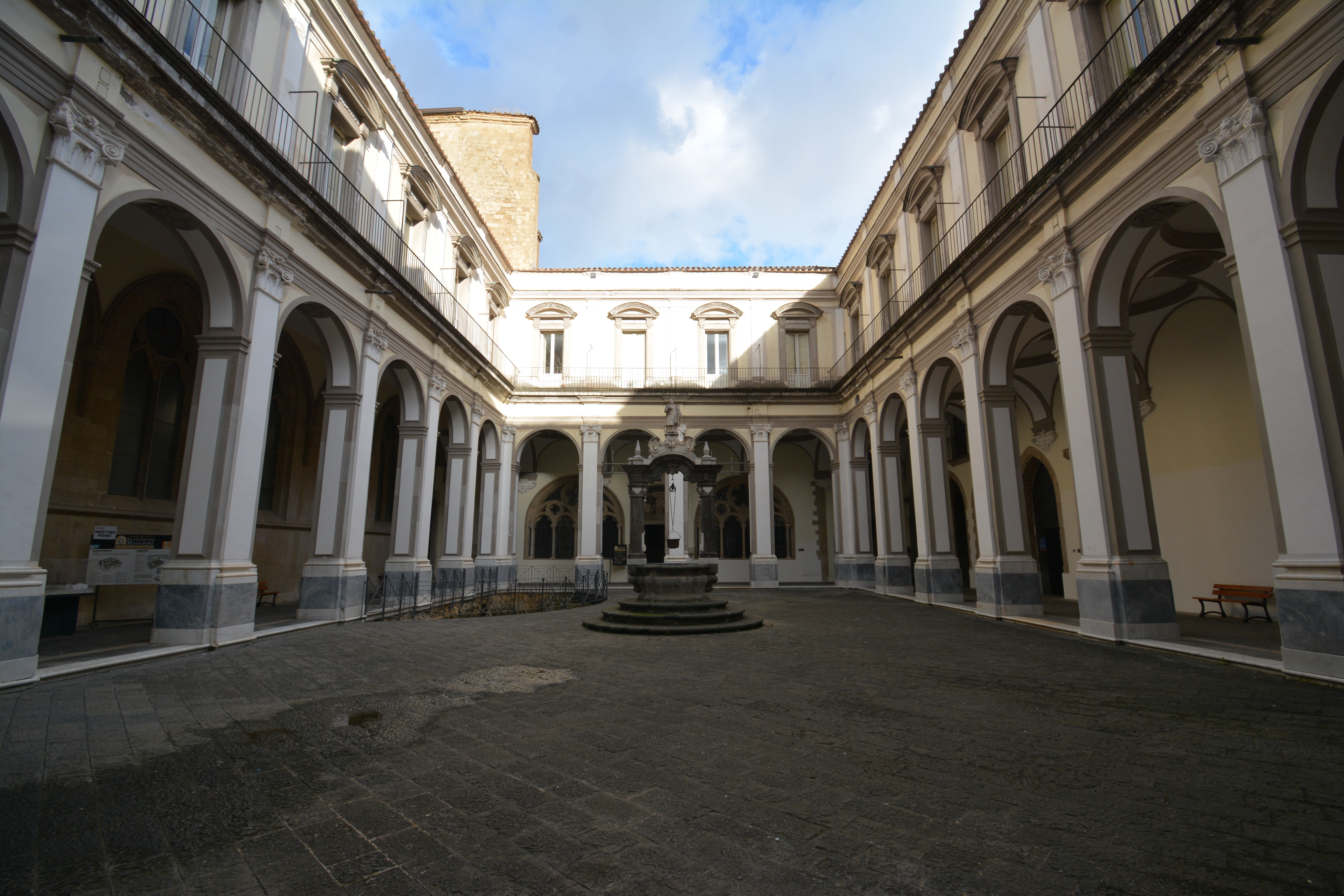
Il chiostro

Il chiostro di San Lorenzo Maggiore è uno dei chiostri monumentali di Napoli, all'interno del convento di San Lorenzo Maggiore, adiacente alla omonima basilica, nel centro storico (al n.36 di via dei Tribunali)

## Descrizione
L'attuale chiostro settecentesco rappresenta l'ultima modifica dell'originaria costruzione gotica sorta nel Trecento e che, nel 1344 ospitò Francesco Petrarca.
Un'iscrizione sull'architrave si riferisce ad un intervento quattrocentesco voluto da Carlo Miroballo.
Il chiostro presenta al centro un pozzo con puteale in marmo e piperno, opera dello scultore Cosimo Fanzago.
Sul lato orientale si apre la sala capitolare, il cui ingresso è sottolineato da un'arcata gotica con profili in travertino. Nella lunetta si trovava l'affresco (ora staccato, con la consegna della "Regola" ai frati minori e alle clarisse da parte di san Francesco). Ai fianchi del portale vi sono due quadrifore gotiche con archi a tutto sesto sostenuti da colonnine in tufo. In fondo al chiostro è collocata invece la sala Sisto V. Anche qui, come per la sala capitolare, gli affreschi sono stati realizzati da Luigi Rodriguez intorno al XVII secolo. 
Sulla lunetta del portale che immette nella chiesa, è l'affresco Madonna con bambino e devoto di Montano d'Arezzo. La tomba di Errico Puderico, che aveva chiesto per umiltà di essere seppellito fuori dal luogo di culto, si trova presso lo stesso passaggio che vi immette. Questa venne realizzata nel 1467 dal figlio Francesco, decorata con le armi del defunto sorrette da amorini, scultura attribuita dubitativamente a Giovanni da Nola. Sul lato opposto si apre la cappella dell'Arciconfraternita di Sant'Antonio, che secondo la tradizione venne creata nel 1623 dal viceré di Napoli, al quale il santo sarebbe apparso in sogno.
Sul lato nord si trovano il monumento dedicato a Giuseppe Bondola e il sepolcro di Francesco Palmieri, entrambi in marmo.